# Правительство Руснока
Правительство Иржи Руснока (чеш. Vláda Jiřího Rusnoka) — 12-е правительство Чешской Республики во главе с Иржи Русноком. Было приведено к присяге 10 июля 2013 года. Не получила поддержку парламента (93 «за», 100 «против») на заседании 7 августа 2013 года. Ушло в отставку, однако оставалось у власти до формирования нового правительства.
Видная часть общества, считала это правительство, «правительством друзей Милоша Земана». Представители оппозиционных партий ODS и TOP 09, а также некоторые комментаторы, обозначали это правительство, как попытку президента внедрить в стране полупрезидентскую республику. В интервью в 2023 году, Милош Земан подтвердил, что назначение правительства Руснока, должно было приблизить Чехию к президентской республике.

## Общие сведения
В июне 2013 года, премьер-министр Петр Нечас объявил о своей отставке, после произошедшего в здании правительства обыска, а также начала уголовного дела против глава канцелярии премьера (одновременно с этим и любовницы) Яны Надьовы. После этого, представители павшего правительства (ODS, TOP 09 и LIDEM), предложили президенту Милошу Земану, назначить новым премьер-министром и доверить формирование правительства Мирославе Немцовой. Однако, президент назначил премьером Иржи Руснока. Новый кабинет не получил доверие парламента, после чего ушёл в отставку, а парламент проголосовал за самороспуск. Президент объявил о проведении досрочных выборов в октябре 2013 года.

## Состав кабинета
| Министерство (должность)                                   | Имя               | Начало полномочий | Конец полномочий | Партия | Партия       |
| Председатель Правительства                                 | Иржи Руснок       | 25 июня 2013      | 29 января 2014   |        | Беспартийный |
| Первый вице-председатель, министерство финансов            | Ян Фишер          | 10 июля 2013      | 29 января 2014   |        | Беспартийный |
| Вице-председатель, министерство внутренних дел             | Мартин Пецина     | 10 июля 2013      | 29 января 2014   |        | Беспартийный |
| Министерство юстиции, председатель Законодательного совета | Мария Бенешова    | 10 июля 2013      | 29 января 2014   |        | Беспартийный |
| Министерство иностранных дел                               | Ян Когоут         | 10 июля 2013      | 29 января 2014   |        | Беспартийный |
| Министерство труда и социальных дел                        | Франтишек Коничек | 10 июля 2013      | 29 января 2014   |        | Беспартийный |
| Министерство регионального развития                        | Франтишек Лукл    | 10 июля 2013      | 29 января 2014   |        | Беспартийный |
| Министерство здравоохранения                               | Мартин Голцат     | 10 июля 2013      | 29 января 2014   |        | Беспартийный |
| Министерство культуры                                      | Иржи Балвин       | 10 июля 2013      | 29 января 2014   |        | Беспартийный |
| Министерство промышленности и торговли                     | Иржи Ченчауа      | 10 июля 2013      | 29 января 2014   |        | Беспартийный |
| Министерство сельского хозяйства                           | Мирослав Томан    | 10 июля 2013      | 29 января 2014   |        | Беспартийный |
| Министерство образования, молодёжи и физической культуры   | Далибор Штыс      | 10 июля 2013      | 29 января 2014   |        | Беспартийный |
| Министерство обороны                                       | Властимил Пицек   | 10 июля 2013      | 29 января 2014   |        | Беспартийный |
| Министерство транспорта                                    | Зденек Жак        | 10 июля 2013      | 29 января 2014   |        | Беспартийный |
| Министерство окружающей среды                              | Томаш Подивински  | 10 июля 2013      | 29 января 2014   |        | KDU-ČSL      |